# 森懋
森 懋（もり つとむ、安政2年6月6日（1855年7月19日） - 大正9年（1920年）10月31日）は、日本の政治家、弁護士。号は翠巒（すいらん）。

## 生涯
安政2年（1855年）6月6日、紀州藩士・森楠太の長男として紀伊国名草郡和歌山城下（現：和歌山県和歌山市）で生まれる。藩校の学習館で修学後、倉田績に師事して陽明学を、岩崎沙山に師事して漢詩を学んだ。
明治10年（1877年）に代言人（弁護士）となって和歌山市屋形町に法律事務所を設立したが、当時の代言人は社会的地位が決して高くなく、士族の代言人は不名誉だとされていた時代であった。
明治22年（1889年）4月1日の和歌山区の市制施行による初めての市議選挙に当選して市会議員となり、同年5月1日の第1回市会で初代和歌山市会議長に選出された。市会議員は6回連続の当選を果たして大正2年（1913年）4月までの24年間、市会議長は明治42年（1909年）2月までの20年間務めて名議長と評された。
市会議員在任中、明治27年（1894年）10月には和歌山県会議員に和歌山市選挙区から補欠で選出され、翌明治28年（1895年）10月まで在任して辞職。明治32年（1899年）9月にも県会議員に当選したが、同年10月に僅か1ヶ月で再び辞職した。
明治35年（1902年）の第7回衆議院議員総選挙に和歌山市区から初出馬し、同じく立憲政友会所属の阪本弥一郎との選挙戦の末、僅か21票差で惜敗したが、翌明治36年（1903年）の第8回衆院選では阪本に198票差を付けて初当選、前回の雪辱を果たし、国政では立憲政友会所属の衆議院議員として活躍した。明治37年（1904年）の第9回衆院選にも再選したが、明治41年（1908年）の第10回衆院選には出馬せず国政から引退した。
和歌山県組合代言人会長、和歌山県弁護士会会長、破産管財人、和歌山県実業会会長、和歌山県茶業会監督など数多くの公職を歴任し、公共のために尽力した。
大正9年（1920年）10月31日、死去。65歳没。